# PC-50X
Le PC-50x, aussi appelé PC-50X Family, SD-050, SD-070, SD-090, 9015, est une série de consoles de première génération, très répandue en Europe dans les années 1970 et au début des années 1980, qui ont été développé par plusieurs entreprises.

## Caractéristiques
Cette console ne dispose d'aucune puce intégrée. Les développeurs ont pris la lignée de puces (AY-3-8XXX), de General Instrument, et les ont intégrées dans les cartouches de jeu. Toutes les consoles possédaient 10 touches pour choisir le jeu auquel on voulait jouer, d'un bouton de démarrage et de réinitialisation, et de deux manettes avec un joystick et un bouton chacun.
Certaines consoles produisaient des écrans en couleur tandis que d'autres étaient en noir-et-blanc. Celles en couleur étaient souvent marquées de la lettre initiale S de SÉCAM, le standard français du codage des couleurs. Les caractéristiques communes à toutes les consoles de la famille sont les 10 touches pour choisir le jeu, un bouton de démarrage/réinitialisation, 4/5 commutateurs pour les réglages du jeu et deux joysticks avec un bouton sur chacun d'eux. Pour de nombreux modèles, le nom comporte les lettres SD, qui signifient Soundic (Hong Kong), le véritable fabricant de la console.

## Liste des consoles
Les consoles ont été fabriquées en Chine, importées et renommées par de nombreuses sociétés, et vendues sous différents noms. En voici une liste non-exhaustive :
| Nom                                                 | Société               | Type d'écran              | Année                     | Pays/continent       | Note                                                                                 | Photo |
| --------------------------------------------------- | --------------------- | ------------------------- | ------------------------- | -------------------- | ------------------------------------------------------------------------------------ | ----- |
| SD 050S                                             | ITMC                  | Couleur                   | —                         | France               | —                                                                                    | —     |
| SD 90                                               | ITMC                  | Noir-et-blanc ou couleurs | —                         | France               | —                                                                                    |       |
| SD 050S                                             | Soundic               | Couleur                   | —                         | Europe               | —                                                                                    |       |
| Programmable system                                 | Soundic               | Noir-et-blanc             | —                         | Europe               | —                                                                                    | —     |
| TV Jack 5000                                        | Bandai                | Couleur                   | 1978                      | Japon                |                                                                                      |       |
| Video Cassette Lock                                 | Takatoku              | Couleur                   | 1977                      | Japon                | Modèle CTV-8600 ou TG 95 OI                                                          |       |
| SD 050                                              | Hanimex               | Noir-et-blanc             | —                         | Europe               | —                                                                                    | —     |
| SD 070 couleur                                      | Hanimex               | Couleur                   | —                         | Europe               | —                                                                                    | —     |
| TVG 070C                                            | Hanimex               | Couleur                   | —                         | Europe               | —                                                                                    |       |
| Secam systeme vidéo cassettes                       | Sécam                 | Couleur                   |                           | France               | Sur le PCB il est écrit SD-050S                                                      |       |
| Jeu Vidéo SD 050S                                   | Sécam                 | Couleur                   |                           | France               | —                                                                                    | —     |
| SD-50 Program 2000                                  | Creatronic            | Couleur                   | 1978                      | France               | —                                                                                    |       |
| Programmable 2003                                   | Elbex                 | Couleur                   | 1977                      | Europe               | Produit en Chine, mais vendue en Europe                                              | —     |
| 4/303 'Video Secam System'                          | Rollet                | Couleur                   | 1983?                     | France               | Aussi vendue sous le nom de Secam Video Systeme SD-050S                              | —     |
| Programmable TV-Game                                | Universum             | Couleur                   | —                         | Allemagne            | —                                                                                    | —     |
| SD-050                                              | Grandstand            | Couleur                   | —                         | Royaume-Uni          | —                                                                                    | —     |
| Programmable game                                   | Grandstand            | Couleur                   |                           | Royaume-Uni          | Aussi connue sous le nom de Mercury Commander Paul's Mark III – Programmable TV Game |       |
| Colour Programmable SD070 Video Sports Centre SD070 | Grandstand            | Couleur                   | 1978                      | Royaume-Uni          | —                                                                                    |       |
| Tournament-colour-programmable-2000                 | Prinztronic           | Couleur                   | —                         | —                    | —                                                                                    |       |
| Programmable TV Game SD-050C                        | Tempest               | —                         | 1977                      | Autriche             | —                                                                                    | —     |
| Superstar 01-4354 Programmable                      | Binatone              | Couleur                   | 1978                      | Royaume-Uni          | —                                                                                    |       |
| Cablestar 01-4354                                   | Binatone              | Noir-et-blanc             | 1978                      | Royaume-Uni          |                                                                                      |       |
| Tele-sports III                                     | Radofin               | Couleur                   | 1978                      | Europe               | —                                                                                    |       |
| Tele-sports IV                                      | Radofin et Acetronic  | Couleur                   | 1978                      | Europe               | —                                                                                    |       |
| Tele-sports programmable                            | Radofin               | Couleur                   | 1978                      | Europe               | —                                                                                    | —     |
| Colour TV Game                                      | Acetronic             | Couleur                   | 1978                      | Royaume-Uni          | —                                                                                    | —     |
| Video SD-050                                        | Akur                  | Couleur                   | 1978                      | Allemagne            | —                                                                                    | —     |
| Color TVG-872                                       | Cam e Clipper         | Couleur                   | 1978 (Cam) 1977 (clipper) | Italie               | —                                                                                    | —     |
| TVG-888                                             | Irradio               | Couleur                   | —                         | Italie               | —                                                                                    | —     |
| PG-7 programmable                                   | Polycon               | Couleur                   |                           | Royaume-Uni          | —                                                                                    |       |
| 9015                                                | Poppy                 | Couleur                   | —                         | Allemagne            | —                                                                                    | —     |
| TVG 10                                              | Poppy                 | Couleur                   | —                         | Allemagne            | —                                                                                    |       |
| 9015                                                | Sanwa                 | Couleur                   | —                         | Allemagne            | —                                                                                    | —     |
| 9015                                                | Mustang               | Couleur                   | —                         | Allemagne            | —                                                                                    | —     |
| 4A-8                                                | Conic                 | Couleur                   | 1978                      | Hong Kong            | Format de cartouche commun avec 9015                                                 |       |
| Jeu vidéo cassette interchangeables Tele-sports III | Univox                | Couleur                   | 1977                      | France               | —                                                                                    |       |
| Color (model TVG 57253)                             | @Mark                 |                           | 1978                      | Europe               |                                                                                      |       |
| TV Game-programmable SD-070                         | Tristar               |                           | 1978                      | Suède                |                                                                                      |       |
| Colour Cartridge VMV12                              | Videomaster           | Couleur                   | 1979                      | Royaume-Uni          | Format de cartouche commun avec Palson                                               |       |
| Game Cassette System CX-336                         | Palson                | Couleur                   | 1978/79                   | Espagne              | Format de cartouche commun avec Videomaster                                          |       |
| Aureac Video Play                                   | Aureac VP Electronics |                           | 1978                      | Espagne              | Les 10 touches de sélection de jeu se trouvaient sur l'un des deux contrôleurs       |       |
| Black Point FS 1003                                 | S.H.G. GmbH           | Couleur                   | 1978                      | Allemagne de l'Ouest |                                                                                      |       |
| Black Point FS 2000                                 | S.H.G. GmbH           | Couleur                   | 1978                      | Allemagne de l'Ouest |                                                                                      |       |

## Jeux
Les jeux son numéroté de PC-501 à PC-508 :
- PC-501 : Supersportif
- PC-502 : Motocyclette
- PC-503 : Bataille de chars
- PC-504 : Course de voiture GP
- PC-505 : Bataille navale
- PC-506 : Jeu de destruction (casse-briques)
- PC-507 : Jeux de tir (jeu de tir)
- PC-508 : 6 jeux de base